# Desmia
Desmia is een geslacht van vlinders van de familie van de grasmotten (Crambidae), uit de onderfamilie van de Spilomelinae. De wetenschappelijke naam voor dit geslacht is voor het eerst gepubliceerd in 1832 door John Obadiah Westwood. Westwood beschreef ook de eerste soort uit het geslacht, Desmia maculalis Westwood, 1832, die als typesoort is aangeduid.

## Soorten
- D. albisectalis (Dognin, 1905)
- D. albitarsalis Hampson, 1917
- D. angustalis Schaus, 1920
- D. anitalis Schaus, 1920
- D. bajulalis (Guenée, 1854)
- D. benealis Schaus, 1920
- D. bifidalis Hampson, 1912
- D. bigeminalis (Dognin, 1905)
- D. bourguignoni Ghesquière, 1942
- D. ceresalis Walker, 1859
- D. chryseis Hampson, 1899
- D. clarkei Amsel, 1956
- D. clytialis Walker, 1859
- D. cristinae Schaus, 1912
- D. crudalis Walker, 1866
- D. ctenuchalis (Dognin, 1907)
- D. daedala (Druce, 1895)
- D. decemmaculalis Amsel, 1956
- D. dentipuncta Hampson, 1912
- D. deploralis Hampson, 1912
- D. desmialis (Barnes & McDunnough, 1914)
- D. discrepans (Butler, 1887)
- D. extrema (Walker, 1856)
- D. falcatalis (E. Hering, 1906)
- D. filicornis Munroe, 1959
- D. flavalis Schaus, 1912
- D. flebilialis (Guenée, 1854)
- D. funebralis Guenée, 1854
- D. funeralis (Hübner, 1796)
- D. geminalis Snellen, 1875
- D. geminipuncta Hampson, 1912
- D. girtealis Schaus, 1920
- D. grandisalis Schaus, 1912
- D. hadriana (Druce, 1895)
- D. herrichialis E. Hering, 1906
- D. hoffmannsi (E. Hering, 1906)
- D. ilsalis Schaus, 1920
- D. incomposita (Bethune-Baker, 1909)
- D. intermicalis (Guenée, 1854)
- D. jonesalis Schaus, 1920
- D. julialis Schaus, 1920
- D. lacrimalis Hampson, 1912
- D. leucothyris (Dognin, 1909)
- D. maculalis Westwood, 1832
- D. melaleucalis Hampson, 1899
- D. melanalis (C. Felder, R. Felder & Rogenhofer, 1875)
- D. melanopalis Hampson, 1912
- D. mesosticta Hampson, 1912
- D. microstictalis Hampson, 1904
- D. minnalis Schaus, 1920
- D. mordor Landry & Solis, 2016
- D. mortualis Hampson, 1912
- D. naclialis Snellen, 1875
- D. natalialis Schaus, 1920
- D. niveiciliata (E. Hering, 1906)
- D. octomaculalis Amsel, 1956
- D. odontoplaga Hampson, 1899
- D. pantalis Dyar, 1927
- D. parastigma Dyar, 1914
- D. paucimaculalis Hampson, 1899
- D. pentodontalis Hampson, 1899
- D. perfecta Butler, 1882
- D. peruviana (E. Hering, 1906)
- D. phaiorrhoea Dyar, 1914
- D. pisusalis Walker, 1859
- D. ploralis (Guenée, 1854)
- D. quadrimaculata (E. Hering, 1906)
- D. quadrinotalis Herrich-Schäffer, 1871
- D. recurvalis Schaus, 1940
- D. revindicata E. Hering, 1906
- D. ruptilinealis Hampson, 1912
- D. semirufalis (Hampson, 1918)
- D. semivacualis Dognin, 1903
- D. sepulchralis Guenée, 1854
- D. sextalis Herrich-Schäffer, 1871
- D. stenizonalis Hampson, 1912
- D. stenoleuca Hampson, 1912
- D. strigivitralis (Guenée, 1854)
- D. subdivisalis Grote, 1871
- D. tages (Cramer, 1777)
- D. tenuimaculata (E. Hering, 1906)
- D. tenuizona Hampson, 1912
- D. tetratocera Dyar, 1914
- D. trimaculalis E. Hering, 1906
- D. ufeus (Cramer, 1777)
- D. unipunctalis (Druce, 1895)
- D. validalis Dognin, 1903
- D. vicina Dognin, 1906
- D. vulcanalis (C. Felder, R. Felder & Rogenhofer, 1875)